# Židovský hřbitov ve Vrútkách
Židovský hřbitov ve Vrútkách se nachází na západním okraji města. Jeho založení se datuje do začátku 19. století. Původně byl situovaný za městem, dnes ho obklopuje obytná zástavba. Vstup je situovaný přes dvůr z ulice Hájská, kde kdysi bydlel správce hřbitova. Rozměry hřbitova jsou cca 30 x 70 metrů a je obklopený kamennou zdí. V jeho rohu dodnes stojí Ciduk hadin – židovský dům smutku. Hroby se nacházejí převážně v levé dolní časti areálu, asi deset náhrobků je umístěni u zdi v horní časti. Zachovalo se zde přibližně 70 stojících náhrobků a 20 povalených. Několik náhrobků z černého granitu bylo rozkradeno. Nápisy na náhrobcích jsou v převážně hebrejštině, ale i v němčině a slovenštině. Styl náhrobních kamenů respektuje dobu jejich vzniku. Dekorativní prvky jsou v style secesní ornamentiky, motivů růže či smuteční vrby, ale i symbolů judaismu, jako je Davidova hvězda, džbán Levitů či žehnající ruce Kohenů. Na zadní straně náhrobku Mórice Szüsze jsou uvedena jména některých osob deportovaných za nacistické nadvlády. Zajímavostí je, že na některých náhrobcích najdeme fotografie zesnulých, což například pro křesťany není nic neobvyklé, avšak v judaismu je vyobrazení osob přísně zakázáno. Hřbitov je v relativně dobrém stavu, avšak je pro veřejnost uzavřený.

## Galerie

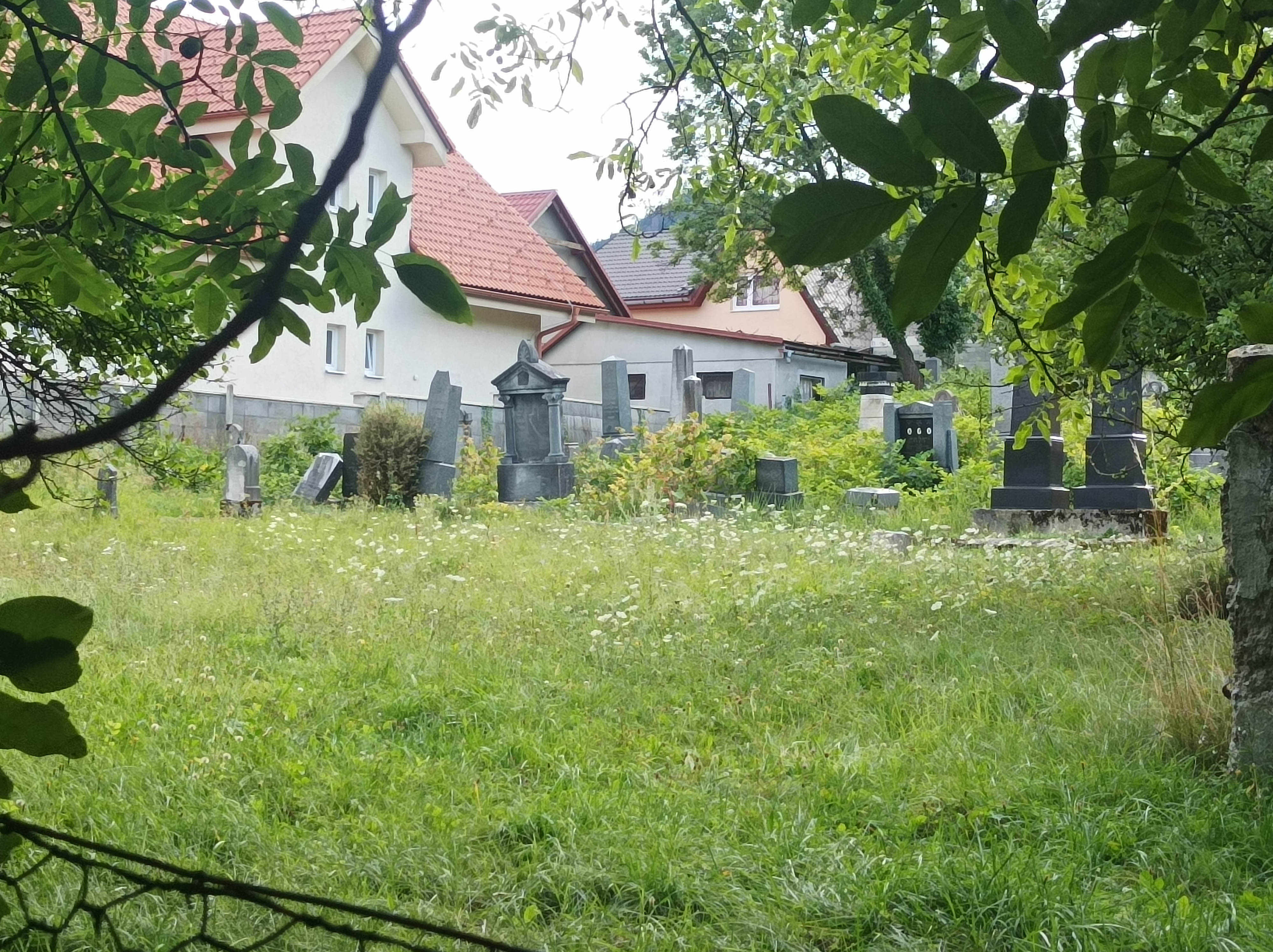
Pohled na spodní část hřbitova
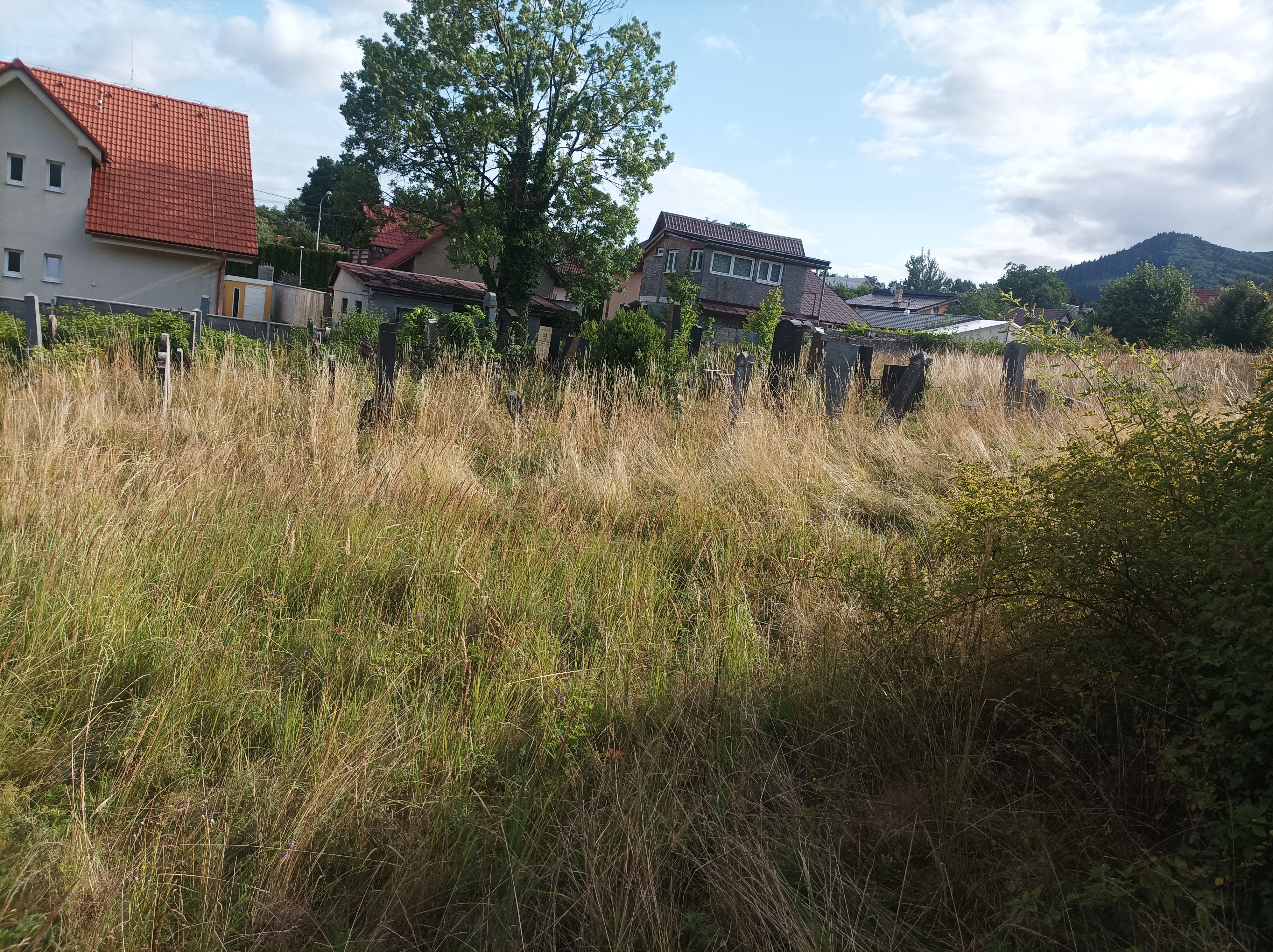
Pohled na zboku na střední část hřbitova
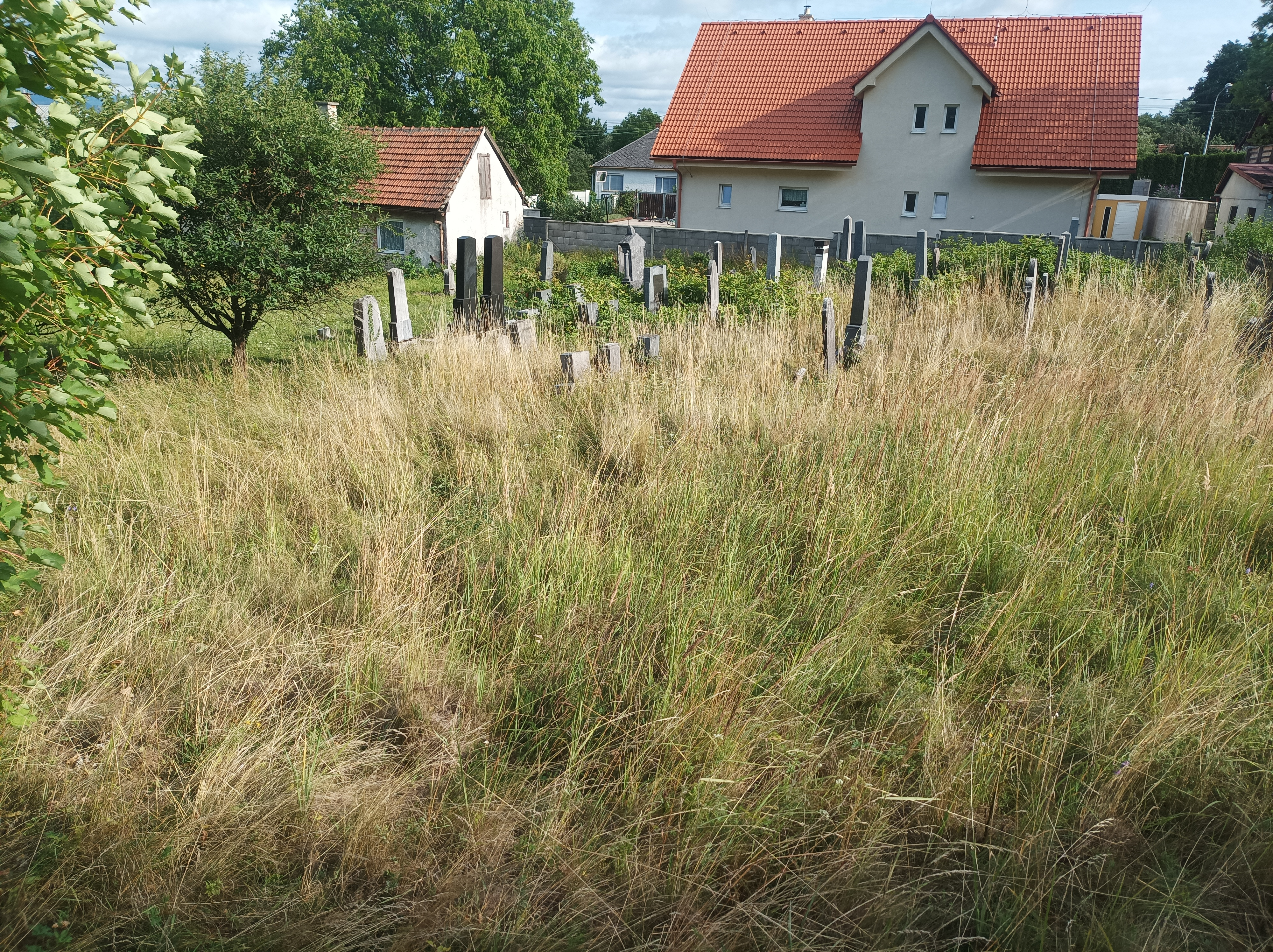
Pohled na zboku na střední část hřbitova